# 柴田裕之 (翻訳家)
柴田 裕之（しばた やすし、1959年 - ）は、日本の翻訳家。

## 人物・来歴
東京都生まれ。早稲田大学、Earlham College卒業。 1980年代後半から翻訳スクールのバベルで翻訳を学び、翻訳家として活動しながら1990年より同バベルで翻訳講座を担当する。1990年代には、主にノンフィクションや評論を訳していたが、次第に自然科学関係の翻訳が多くなり、2016年、ユヴァル・ノア・ハラリ『サピエンス全史』の翻訳がベストセラーになる。

## 著書
- 『かんたん英語でピタリ通じる英会話の本』小学館, 1999

共著
- 『『サピエンス全史』をどう読むか』ユヴァル・ノア・ハラリ, 池上彰共著 河出書房新社, 2017

### 翻訳
- 『G・K・チェスタトン著作集 評伝篇 5 ロバート・ルイス・スティーヴンソン』別宮貞徳共訳 春秋社, 1991
- マイケル・シーデル『ディマジオの奇跡』宝島社, 1994
- ハリソン・E.ソールズベリー『ヒーローの輝く瞬間』日本放送出版協会, 1995
- スティーブン・ハンデルマン『マフィアと官僚 犯罪大国ロシアの実像』白水社, 1996
- 『20世紀の歴史 別巻 1　20世紀世界年表』平凡社, 1996
- ウィリアム・ダルリンプル『精霊の街デリー 北インド十二か月』凱風社, 1996
- メアリー・カラザース『記憶術と書物 中世ヨーロッパの情報文化』別宮貞徳監訳, 家本清美, 野口迪子,岩倉桂子 ,別宮幸徳共訳. 工作舎, 1997
- ウィリアム・J.ベネット 編著『モラル・コンパス こころの羅針盤 人生を豊かにする世界の寓話・説話・逸話100選』実務教育出版, 1997
- ダライ・ラマ14世『瞑想と悟り チベット仏教の教え』日本放送出版協会, 1997
- ジョナサン・ミラー編『ドン・ジョヴァンニ 誘惑と裏切りの神話』高橋英郎 解説. 白水社, 1997
- ベイリー・ホワイト『ママは決心したよ!』正続 白水社, 1998-2000
- 『死、眠り、そして旅人』 (ジョン・ホークス作品集 5) 彩流社, 1998
- ナイジェル・バーリー『死のコスモロジー』凱風社, 1998
- ウィリアム・J.ベネット 編著『不思議な翼 優しさと勇気と夢を運ぶ大人の童話集』実務教育出版, 1999
- ナイジェル・バーリー『スタンフォード・ラッフルズ シンガポールを創った男』監訳. 凱風社, 1999
- ジーン・カヴェロス『Xファイルの科学』監訳. バベル・プレス, 2000
- ナオミ・エペル『夢をみる作家たち』監訳, 大田直子 [ほか]訳. バベル・プレス, 2001
- ロジャー・シャタック『禁断の知識』凱風社, 2001
- トール・ノーレットランダーシュ『ユーザーイリュージョン 意識という幻想』紀伊國屋書店, 2002
- ニコラス・クラップ『シバの女王 砂に埋もれた古代王国の謎』矢島文夫監修, 紀伊國屋書店, 2003
- ジェレミー・リフキン『水素エコノミー エネルギー・ウェブの時代』日本放送出版協会, 2003
- アンドレア・ドウォーキン『ドウォーキン自伝』青弓社, 2003
- サイモン・ウィンチェスター『クラカトアの大噴火 世界の歴史を動かした火山』早川書房, 2004
- マイケル・T.クレア『血と油 アメリカの石油獲得戦争』日本放送出版協会, 2004
- ロバート・ベア『裏切りの同盟 アメリカとサウジアラビアの危険な友好関係』日本放送出版協会, 2004
- ジュリアン・ジェインズ『神々の沈黙 意識の誕生と文明の興亡』紀伊國屋書店, 2005
- ポール・マッケンナ『7日間で人生を変えよう 成功も幸福も、決して偶然の結果ではない!』宝島社, 2005
- オーウェン・ギンガリッチ『誰も読まなかったコペルニクス 科学革命をもたらした本をめぐる書誌学的冒険』早川書房, 2005
- ジェレミー・リフキン『ヨーロピアン・ドリーム』日本放送出版協会, 2006
- ニコラス・ハンフリー『赤を見る 感覚の進化と意識の存在理由』紀伊國屋書店, 2006
- サイモン・ウィンチェスター『世界の果てが砕け散る サンフランシスコ大地震と地質学の大発展』早川書房, 2006
- マイク・デイヴィス『感染爆発 鳥インフルエンザの脅威』斉藤隆央共訳. 紀伊國屋書店, 2006
- クライド・プレストウィッツ『東西逆転 アジア・30億人の資本主義者たち』日本放送出版協会, 2006
- ダニエル・T.マックス『眠れない一族 食人の痕跡と殺人タンパクの謎』紀伊國屋書店, 2007
- ジェフリー・S.ローゼンタール『運は数学にまかせなさい 確率・統計に学ぶ処世術』中村義作監修. 早川書房, 2007 のち文庫
- フリーマン・ダイソン『叛逆としての科学 本を語り、文化を読む22章』みすず書房, 2008
- ポール・マッケンナ『45分で強い自分になろう』宝島社, 2008
- デイヴィッド・レヴィット『数式に憑かれたインドの数学者』（ラマヌジャン）日経BP社, 2009
- ジャコモ・リゾラッティ, コラド・シニガリア『ミラーニューロン』茂木健一郎監修. 紀伊國屋書店, 2009
- ポール・マッケンナ『億万長者脳 大富豪に聞いた富の心理とお金の稼ぎ方』ソフトバンククリエイティブ, 2009
- コリン・タッジ『ザ・リンク ヒトとサルをつなぐ最古の生物の発見』早川書房, 2009
- ジョン・T.カシオポ, ウィリアム・パトリック『孤独の科学 人はなぜ寂しくなるのか』河出書房新社, 2010 のち文庫
- アビゲイル・トーマス『スリードッグライフ 私とハリー、ロージー、カロライナの物語』岩泉くみ子, 本多惠子, 向谷裕子訳, 柴田監訳. バベルプレス, 2010
- マット・リドレー『繁栄 明日を切り拓くための人類10万年史』大田直子, 鍛原多惠子共訳. 早川書房, 2010　のち文庫
- ジャック・ホーナー, ジェームズ・ゴーマン『恐竜再生 ニワトリの卵に眠る、進化を巻き戻す「スイッチ」』真鍋真監修. 日経ナショナルジオグラフィック社, 2010
- バーバラ・ブラッドリー・ハガティ『聖なる刻印 脳を変えるスピリチュアル体験』河出書房新社, 2010
- マイケル・S.ガザニガ『人間らしさとはなにか? 人間のユニークさを明かす科学の最前線』インターシフト, 2010　のちちくま学芸文庫
- フランス・ドゥ・ヴァール『共感の時代へ 動物行動学が教えてくれること』紀伊國屋書店, 2010
- 『アメリカを動かした演説 リンカーンからオバマまで』今泉真紀共訳, 松本茂 監修. 玉川大学出版部, 2010
- ゲイリー・グリーンバーグ『「うつ」がこの世にある理由 作られた病の知られざる真実』河出書房新社, 2011
- ジョン・フォン・ノイマン『計算機と脳』ちくま学芸文庫 2011
- ブライアン・コックス, ジェフ・フォーショー『なぜE=mc2なのか?』紀伊國屋書店, 2011
- キティ・ファーガソン『ピュタゴラスの音楽』白水社, 2011
- マーク・チャンギージー『ひとの目、驚異の進化 4つの凄い視覚能力があるわけ』インターシフト, 2012　ハヤカワ文庫、2020
- ディーン・ブオノマーノ『バグる脳 脳はけっこう頭が悪い』河出書房新社, 2012
- ニコラス・ハンフリー『ソウルダスト 〈意識〉という魅惑の幻想』紀伊國屋書店, 2012
- チャディー・メン・タン『サーチ! 富と幸福を高める自己探索メソッド』宝島社, 2012
- ポール・マッケンナ『人生を変える黄金睡眠メソッド』宝島社, 2013
- アレックス(サンディ)・ペントランド『正直シグナル 非言語コミュニケーションの科学』安西祐一郎監訳. みすず書房, 2013
- ポール・マッケンナ『さあ、脳を進化させよう』宝島社, 2013
- オリバー・ストーン, ピーター・カズニック『オリバー・ストーンが語るもうひとつのアメリカ史 3  帝国の緩やかな黄昏』金子浩, 夏目大共訳　早川書房, 2013 のち文庫
- ポール・J・ザック『経済は「競争」では繁栄しない 信頼ホルモン「オキシトシン」が解き明かす愛と共感の神経経済学』ダイヤモンド社, 2013
- エイドリアン・ベジャン, J.ペダー・ゼイン『流れとかたち 万物のデザインを決める新たな物理法則』紀伊國屋書店, 2013
- スティーヴン・M・コスリン, G・ウェイン・ミラー『上脳・下脳 脳と人間の新しいとらえかた』河出書房新社, 2014
- フランス・ドゥ・ヴァール『道徳性の起源 ボノボが教えてくれること』紀伊國屋書店, 2014
- スチュアート・アルバート『パーフェクト・タイミング 最高の意思決定をもたらす戦略的時間術』河出書房新社, 2014
- フランチェスカ・ジーノ『失敗は「そこ」からはじまる』ダイヤモンド社, 2015
- ジェレミー・リフキン『限界費用ゼロ社会 〈モノのインターネット〉と共有型経済の台頭』NHK出版, 2015
- ウォルター・ミシェル『マシュマロ・テスト 成功する子・しない子』早川書房, 2015 のち文庫
- サリー・サテル, スコット・O.リリエンフェルド『その〈脳科学〉にご用心 脳画像で心はわかるのか』紀伊國屋書店, 2015
- ベッセル・ヴァン・デア・コーク『身体はトラウマを記録する 脳・心・体のつながりと回復のための手法』紀伊國屋書店, 2016
- マッケンジー・ファンク『地球を「売り物」にする人たち 異常気象がもたらす不都合な「現実」』ダイヤモンド社, 2016
- チャディー・メン・タン『サーチ・インサイド・ユアセルフ 仕事と人生を飛躍させるグーグルのマインドフルネス実践法』マインドフルリーダーシップインスティテュート 監訳, 英治出版, 2016
- ユヴァル・ノア・ハラリ『サピエンス全史 文明の構造と人類の幸福』河出書房新社, 2016
- マット・リドレー『進化は万能である 人類・テクノロジー・宇宙の未来』大田直子, 鍛原多惠子, 吉田三知世共訳. 早川書房, 2016 のち文庫
- アラン・デケイロス『サルは大西洋を渡った 奇跡的な航海が生んだ進化史』林美佐子共訳. みすず書房, 2017
- アダム・クチャルスキー『完全無欠の賭け 科学がギャンブルを征服する』草思社, 2017 「ギャンブルで勝ち続ける科学者たち 完全無欠の賭け」草思社文庫
- フランス・ドゥ・ヴァール『動物の賢さがわかるほど人間は賢いのか』松沢哲郎監訳, 紀伊國屋書店, 2017
- シェリー・ケーガン『「死」とは何か? イェール大学で23年連続の人気講義』文響社, 2018
- ジェレミー・リフキン『スマート・ジャパンへの提言 日本は限界費用ゼロ社会へ備えよ』伊藤陽子共訳. NHK出版, 2018
- ユヴァル・ノア・ハラリ『ホモ・デウス テクノロジーとサピエンスの未来』河出書房新社, 2018
- エイドリアン・オーウェン『生存する意識 植物状態の患者と対話する』みすず書房, 2018
- ユヴァル・ノア・ハラリ『21 Lessons : 21世紀の人類のための21の思考』河出書房新社, 2019
- ニーアル・ファーガソン『スクエア・アンド・タワー』東洋経済新報社, 2019
- エイドリアン・ベジャン『流れといのち 万物の進化を支配するコンストラクタル法則』紀伊國屋書店, 2019
- フランス・ドゥ・ヴァール『ママ、最後の抱擁　わたしたちに動物の情動がわかるのか』紀伊国屋書店、2020
- エリック・トポル『ディープメディスン AIで思いやりのある医療を!』中村祐輔 監訳, NTT出版, 2020.5
- ユヴァル・ノア・ハラリ『緊急提言パンデミック 寄稿とインタビュー』河出書房新社, 2020.10